# Eclissi solare del 23 settembre 1987
L'eclissi solare del 23 settembre 1987 è un evento astronomico che ha avuto luogo il suddetto giorno attorno alle ore 3:12 UTC. 
L'eclissi, di tipo anulare, è stata visibile in alcune parti dell'Asia (Cina, Kazakistan, India e Mongolia), dell'Oceania (Australia) e dell'Europa (Russia).
L'eclissi del 23 settembre 1987 è diventata la seconda eclissi solare nel 1987 e la 199ª nel XX secolo. La precedente eclissi solare si è verificata il 29 marzo 1987, la seguente il 18 marzo 1988.
L'eclissi avrà un'ampiezza massima di 295 chilometri e una durata 3 minuti e 49 secondi.

## Percorso e visibilità
L'eclissi si è manifestata all'alba locale nella regione dell'Unione Sovietica ora parte del Kazakistan; in seguito la pseudo umbra della luna ha attraversato la Cina e oltrepassando il confine con la Mongolia è entrata nel Mar Cinese orientale vicino alla foce del fiume Yangtze e dirigendosi a sud-est. Coprendo molte isole nell'Oceano Pacifico, l'eclissi massima è stata raggiunta nel mare a circa 530 chilometri a nord di Maap, nello stato di Yap (Micronesia) per poi terminare nel mare a circa 260 chilometri a nord-est del punto più orientale delle Samoa americane.

## Osservazioni a fini scientifici
L'Osservatorio astronomico di Yunnan, situato a Kunming nella provincia di Yunnan ha effettuato osservazioni congiunte multibanda dell'eclissi solare parziale.
Il China Institute of Radio Wave Propagation ha utilizzato un radar per alte frequenze presso la città di Xinxiang, per effettuare osservazioni e ha scoperto che durante l'eclissi solare, la ionosfera presentava una struttura e un movimento irregolari.

## Eclissi correlate

### Ciclo di Saros 134
L'evento fa parte del ciclo di Saros 134, che si ripete ogni 18 anni, 11 giorni, contenente 71 eventi. La serie è iniziata con un'eclissi solare parziale il 22 giugno 1248. Contiene eclissi totali dal 9 ottobre 1428 al 24 dicembre 1554 ed eclissi ibride dal 3 gennaio 1573 al 27 giugno 1843; inoltre eclissi anulari dall'8 luglio 1861 al 21 maggio 2384. La serie termina al membro 71 con un'eclissi parziale il 6 agosto 2510. La durata più lunga della totalità è stata di 1 minuto e 30 secondi il 9 ottobre 1428. Tutte le eclissi di questa serie si verificano nel nodo discendente della Luna.